# Arzignano
Arzignano (IPA: /ardziɲˈɲano/, Arzenjan in veneto) è un comune italiano di 25 831 abitanti della provincia di Vicenza in Veneto.

## Geografia fisica
La città sorge nella valle del Chiampo, situata nella zona ovest della Provincia, ed è famosa per il settore conciario e meccanico. Attraversata dal torrente Chiampo (che dà il nome alla valle) è circondata da colline appartenenti ai Monti Lessini. Proseguendo verso il nord la valle è circondata da una corona di montagne, appartenenti al Parco naturale regionale della Lessinia. A ovest è delimitata dal Monte Calvarina e a sud dal fiume Guà.

## Origini del nome
L'origine del nome si perde tra leggenda e storia. Appare suggestiva ma completamente priva di alcun riscontro storico-archeologico la tesi degli eruditi locali del 1700 della derivazione da Arx Jani (Rocca di Giano, ossia tempio di Giano): questi, infatti, osservando il sito megalitico di San Matteo con la sua spianata ed i grossi massi accatastati, ipotizzavano che fosse un luogo di venerazione del dio romano Giano Bifronte.
Ma l'ipotesi più recente che fa derivare dal nome latino Argenianus, cioè terra, possedimento di Argenius non ha alcun fondamento storico.
Appare assolutamente più realistica l'ipotesi che il nome di Arzignano derivi dal veneto "Arzere", "Arzene" "Arzegnon", ovvero "grande argine", in considerazione della secolare lotta dei contadini locali per difendere i ricchi e fertili terreni di fondovalle dalle spaventose alluvioni che periodicamente colpivano la zona (vedi sotto). Vedasi i comuni di Arzergrande, Cavarzere (un tempo alle foci dell'Adige - da cui "capo d'arzere") e la località Arzene (PN), tutti collocati in riva a grandi fiumi.

## Storia

### Preistoria
Le colline attorno ad Arzignano hanno restituito reperti sin dal neolitico, a riprova della sua antica origine. 
Arzignano ha avuto poi un notevole sviluppo in epoca romana, grazie alla sua posizione strategica allo sbocco di una valle ed in prossimità di un ponte sull'importante via che correva al piede dei colli (detta "pista dei veneti"), da Verona fino al Friuli.

### Il fiume e l'argine
La presenza di un ponte romano (in località San Bortolo) e di un tavolato di assi collocato, per rendere sicuro un guado, in epoca venetica poco a valle, sono la testimonianza della lunga lotta dei cittadini di Arzignano per salvaguardare i preziosi terreni di fondovalle, periodicamente spazzati via dalla furia delle acque del Chiampo nel punto in cui il torrente termina la sua rabbiosa corsa stretto nella valle e si impaluda nelle ghiaie della pianura alta.
Probabilmente in epoca venetica o romana (sicuramente prima della costruzione del ponte romano di San Bortolo), i nostri progenitori hanno compiuto l'opera colossale di spostare il greto del fiume Chiampo dal centro della valle (dove corre oggi la roggia di Arzignano) all'attuale sito ai piedi del colle di San Bortolo per innalzare il fondo del fiume e contenerlo con un poderoso argine in modo da consentire alle piene di defluire a valle senza danneggiare il centro del paese e i suoi preziosi terreni.
Fino a pochi decenni fa il centro di Arzignano, da San Zeno al ponte di San Bortolo aveva un solo argine, il sinistro, mentre a destra i terreni, oggi occupati dal "Parco dello Sport", erano a circa due metri sopra il greto del torrente. In questo modo eventuali piene eccezionali potevano sfogarsi nella cassa di espansione naturale costituita da questi terreni. Negli anni '60-'80 del secolo scorso i poco avveduti amministratori locali hanno autorizzato la discarica dei detriti asportati dalla "Cava del Main" portando il terreno allo stesso livello dell'argine sinistro. Però così, in caso di piene eccezionali (come capitava spesso a fine 1800), l'acqua in eccesso potrebbe riversarsi sul centro cittadino. Fortunatamente l'opera di rimboschimento e irreggimentazione delle acque dell'alta valle hanno ridotto notevolmente questo rischio.

### Il castellaro di San Matteo
Poco sopra il borgo di Castello, in posizione dominante sulle due valli, a fianco della chiesetta di San Matteo, si stende una spianata di circa 1000 mq, al suo interno si erge una collina di massi squadrati, la testimonianza di un antichissimo castellaro dell'Età del Bronzo. Purtroppo non esistono studi approfonditi per determinare esattamente epoca e funzioni, ma sicuramente è precedente alla medievale Rocca di Castello, costruita su resti romani.

### Ponte di Casteneda o di San Bortolo

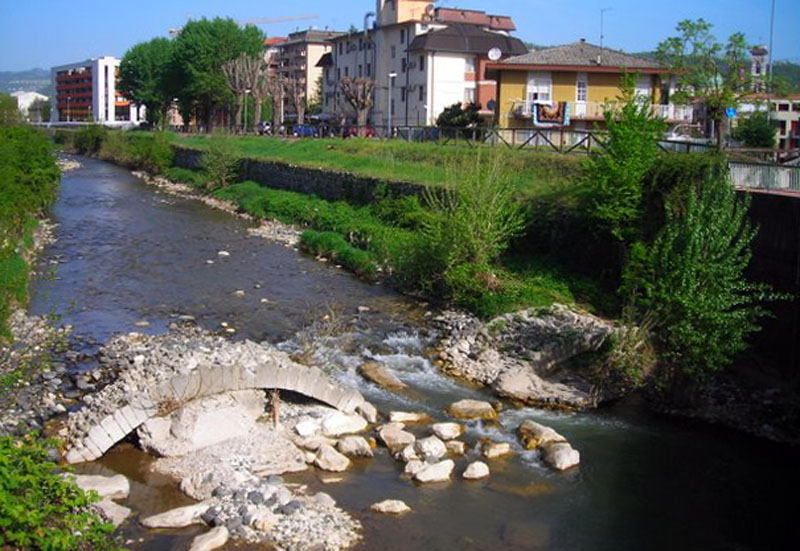
Ponte di Casteneda o di San Bortolo ad Arzignano

Poco a monte del ponte di San Bortolo, sono ancora ben visibili sul greto del torrente anche se sepolti dagli arbusti, i resti di un antico ponte in pietra bianca composto due archi ribassati. L'archivolto è costituito da una ghiera di cunei ben squadrati di forma trapezia ben visibili posti a monte e a valle mentre all'interno è riempito di ciottoloni di fiume. Pur non essendoci alcuna evidenza, la tradizione locale e gli storici ritengono sia stato realizzato in epoca romana.
Nei decenni scorsi la struttura è stata cementata per preservarla dalle piene, però sarebbe opportuno provvedere al restauro o, meglio, alla ricollocazione del ponte nel parco dello sport per preservarne la memoria prima che il tutto possa essere distrutto.

### Medioevo

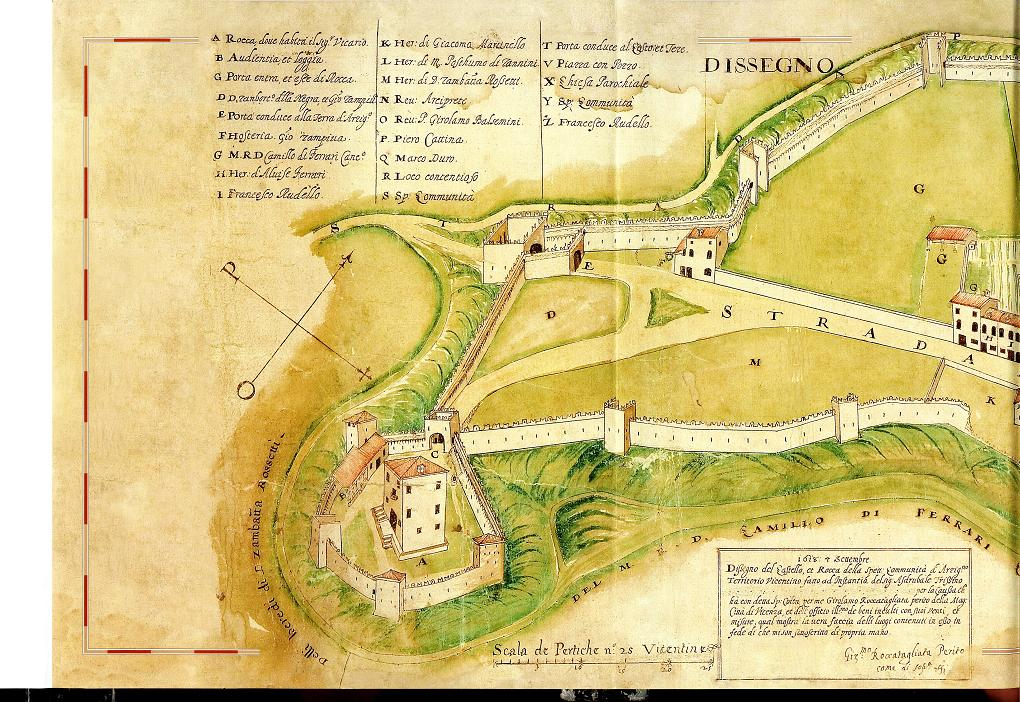
Dissegno della rocca et castello d'Arzignano, mappa del XVII secolo, Vicenza, Biblioteca civica Bertoliana

Le opere murarie più antiche sono i resti di un'antichissima fortezza sulla cima del colle di San Matteo alle spalle del borgo di castello. L'attuale rocca del Castello è di epoca scaligera e probabilmente sorta sui resti di una precedente fortificazione romana.

Alla fine di gennaio del 1413 il castello di Arzignano venne posto sotto assedio dalle truppe degli Ungheri di Filippo Buondelmonti degli Scolari, detto Pippo Spano, durante una campagna di Sigismondo, re d'Ungheria contro la Repubblica di Venezia.
Dopo alcuni giorni, gli arzignanesi, forse mancando i viveri, fecero voto a sant'Agata, e miracolosamente il 5 febbraio (giorno della morte della santa avvenuta nel 251) l'assedio venne tolto, grazie anche allo stratagemma di gettare dalle mura del castello viveri e granaglie, per ingannare gli assedianti sulla disponibilità di provviste.

### Epoca moderna
Durante la prima guerra mondiale Arzignano si trovava al confine del fronte, molti edifici e case diventarono ospedali per militari o civili feriti. Durante la seconda guerra mondiale Arzignano subì, oltre ai rastrellamenti e alle deportazioni, anche bombardamenti aerei che colpirono le fabbriche Pellizzari, il ponte di Tezze e la scuola elementare di Tezze. Inoltre, durante la seconda guerra nondiale, l'asilo "Ines Bonazzi" di Arzignano divenne un luogo ospedaliero per i soldati.

### Simboli
Lo stemma e il gonfalone del Comune di Arzignano sono stati concessi con decreto del Presidente della Repubblica il 24 gennaio 1972.
La prima immagine di un grifone risale alla prima metà del XV secolo, scolpito a bassorilievo su una formella posta sul lato destro del portale della chiesa arcipretale di Castello. A testimonianza della sua adozione quale simbolo della comunità, esso appare sulla campana di bronzo della chiesa campestre di San Matteo Apostolo, sul colle omonimo, datata 1583, accompagnato dalla sigla C.A.F. (Communitas Arzignani Fecit).
Il gonfalone è un drappo di azzurro.

## Monumenti e luoghi d'interesse
- Castello di Arzignano
- Duomo di Arzignano
- Chiesa di San Giovanni Battista
- Chiesa di Sant'Agata
- Chiesa dei Santi Sebastiano e Rocco

### Capitelli votivi
In questa zona i capitelli sono stati ripresi dal vicino territorio montano, isolato per secoli. La lontananza delle contrade da una "chiesa centrale" e il susseguirsi, dall'anno mille in poi, di periodi di pestilenze e di calamità, hanno fatto sì che, da sempre, ci sia stata una numerosa presenza di capitelli votivi. In questa zona hanno assunto il significato di "minuscoli santuari" della strada, aggregatori di culto spontaneo, atti di fede collettiva o privata. La loro costruzione e la manutenzione "comunitaria" erano simbolo di unità sociale e comunione. Il territorio, vasto e disagevole, della vallata diventava così più accogliente e il portare i fiori e tenere acceso i lumini sono divenuti parte di una tradizione secolare.
| Via               | Nome                                | Pos. Osm | Pos. Maps | Descrizione                         | Immagine                                                                       |
| ----------------- | ----------------------------------- | -------- | --------- | ----------------------------------- | ------------------------------------------------------------------------------ |
| Via Bergamo       | Madonna della Salute                | osm.     | maps.     | Madonna della Salute                | Immagine (JPG).                                                                |
| Via Bergamo       | Sant'Antonio di Padova              | osm.     | maps.     | Sant'Antonio di Padova              | Immagine (JPG).                                                                |
| Via Borgo Vallaro | Capitello dei Fongari               | osm.     | maps.     | Capitello dei Fongari               | https://upload.wikimedia.org/wikipedia/it/b/be/Capitello_Fongari_Arzignano.JPG |
| Via Salvadori     | Capitello dei Salvadori             | osm.     | maps.     | Capitello dei Salvadori             | Immagine (JPG).                                                                |
| Via Valmora       | Capitello di via Valmora            | osm.     | maps.     | Capitello di via Valmora            | Immagine (JPG).                                                                |
| Via San Zeno      | Madonna del Ponte                   | osm.     | maps.     | Madonna del Ponte                   | Immagine (JPG).                                                                |
|                   | Capitello dei Facchini - Gambaretto | osm      | maps      | Capitello dei Facchini - Gambaretto | Immagine (JPG).                                                                |
| Via San Zeno      | Madonna di Lourdes                  | osm.     | maps.     | Madonna di Lourdes                  | Immagine (JPG).                                                                |
| Via San Zeno      | Gesù Crocifisso                     | osm.     | maps.     | Gesù Crocifisso                     | Immagine (JPG).                                                                |

#### Madonna della Salute

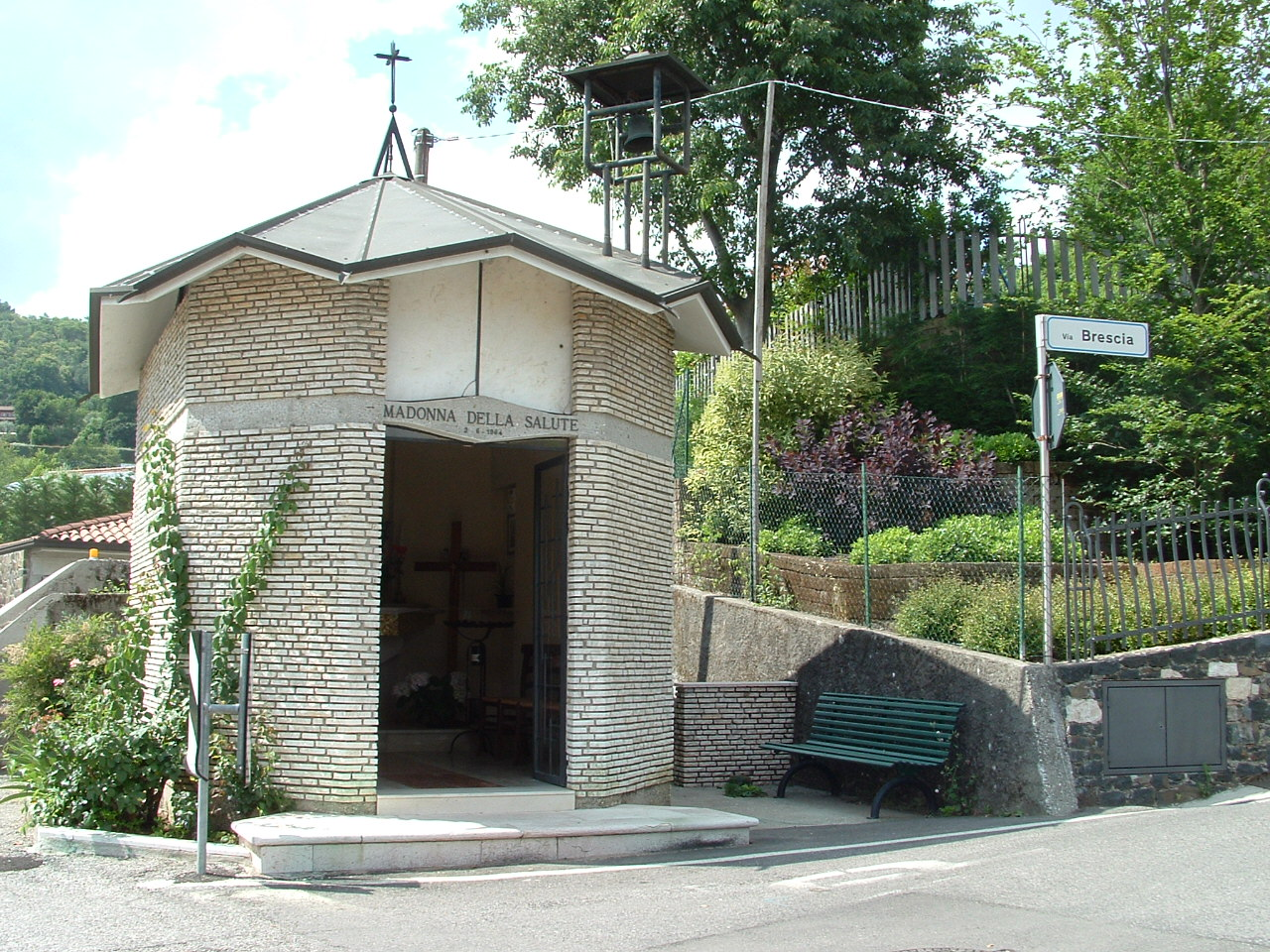
Madonna della Salute.

La cappella è situata in contrà dei Serafini di Sotto. Sorge a 147 m s.l.m., in uno slargo che dà sull'incrocio tra via Venezia, via Bergamo e via Brescia.
L'area occupata dall'edificio è delimitata da un'aiuola con fiori ed edera rampicante e da un muro di contenimento presso il quale sgorga l'acqua di una fontana con lavatoio. La costruzione a pianta poligonale (ottagono irregolare con perimetro di 13,7 m), è alta 4 m circa. Il tetto a padiglione, ricoperto da lamine di rame, ha una croce di ferro sulla sommità e una campanella entro una struttura tubolare metallica. Due gradini di marmo sono posti all'entrata, rivolta a E-SE e chiusa da una porta a doppio battente di ferro con vetrate.
Sull'architrave, a caratteri di bronzo, si legge: MADONNA DELLA SALUTE 2.6.1964.
Le altre pareti esterne, come gli stipiti della porta, sono rivestite di blocchetti faccia a vista; due finestrelle triangolari si aprono in alto sui fianchi dell'edificio per dare maggior luce all'interno.
Nel vano, pavimentato di marmo, una statua di gesso bianco raffigurante la Madonna coronata di stelle con Bambino in braccio, spicca sullo sfondo azzurro dell'alta nicchia sopra all'altare; sul piedistallo della statua è inciso il nome dell'autore: F. Canto. L'arredo del sacello comprende inoltre le lampade, candelieri, un candelabro con cassetta per le offerte, sedie, piante ornamentali.
Dagli abitanti nei dintorni si apprende che fu don Emilio Gemo (arciprete di Ognissanti, principale parrocchia di Arzignano, dal 1956 al 1978), a volerne la costruzione perché la Madonna conservasse in salute gli Arzignanesi.
Il capitello, consacrato il 2 giugno 1964, è ben conservato e a tutt'oggi in maggio vi si pratica il "fioretto"; a conclusione del mese mariano, dopo una breve processione, vi si celebra la messa.

#### Sant'Antonio di Padova

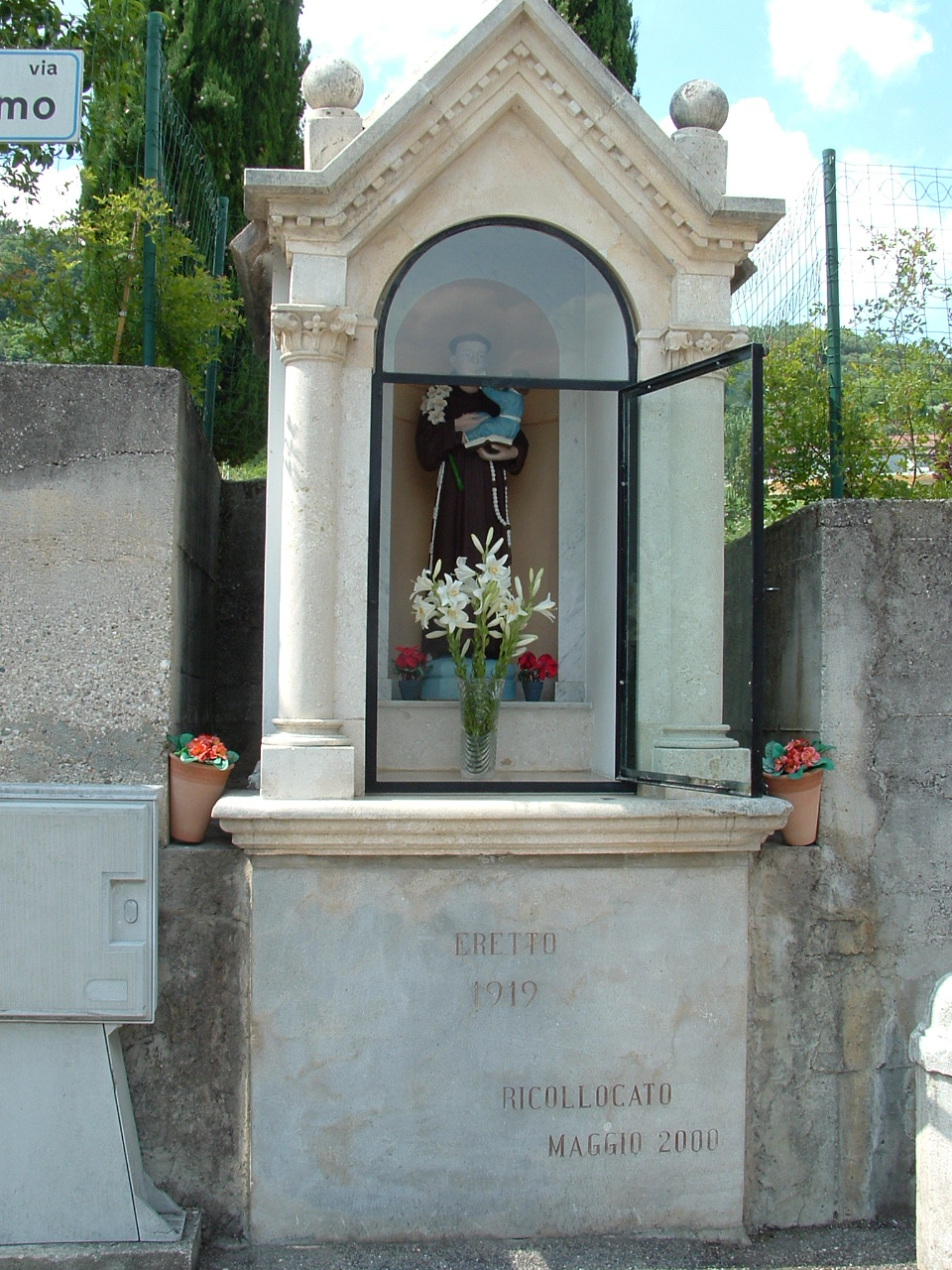
Capitello di Sant'Antonio.

Il capitello, situato nella zona denominata Main, presso la Cava di pietra, sorge a 147 m s.l.m., in via Bergamo (di fronte alla casa recante il numero civico 2/A), all'incrocio con via Main, via del Roccoli.
L'edicola è inserita nel muro di contenimento di un campo, tra piante arbustive e tralci d'edera.
La costruzione, a pianta rettangolare (161 x 153 cm) è alta cm 320 circa.
Il tetto a due falde di pietra è coperto di coppi sul displuvio e ornato da due pinnacoli. La facciata, rivolta a Sud e rivestita di pietra, presenta ricche decorazioni: due colonnine corinzie, poggianti su mensola modanata, sorreggono le cornici oblique di una sorta di frontone in cui spicca un motivo a rilievo.
Tra le colonnine, a cm 100 circa dal piano di calpestio, si apre una nicchia (larga cm 75, alta cm 161, profonda cm 105 circa) incorniciata di marmo, su un piedistallo è collocata la statua dipinta di Sant'Antonio di Padova, raffigurato secondo i canoni dell'iconografia tradizionale.
Ai piedi del Santo offerte floreali. Il basamento di marmo reca l'incisione: "ERETTO 1919 e RICOLLOCATO maggio 2000".
Gli abitanti nei dintorni raccontano che l'opera fu realizzata come ex voto per la protezione concessa dal Santo al secondogenito di una famiglia di Arzignano, tornato sano e salvo dalla Grande Guerra.
Fino a qualche anno fa l'edicola sorgeva in una posizione più avanzata sull'incrocio rispetto a quella attuale; fu spostata in seguito ai danni provocati da un camion.

#### Capitello dei Fongari

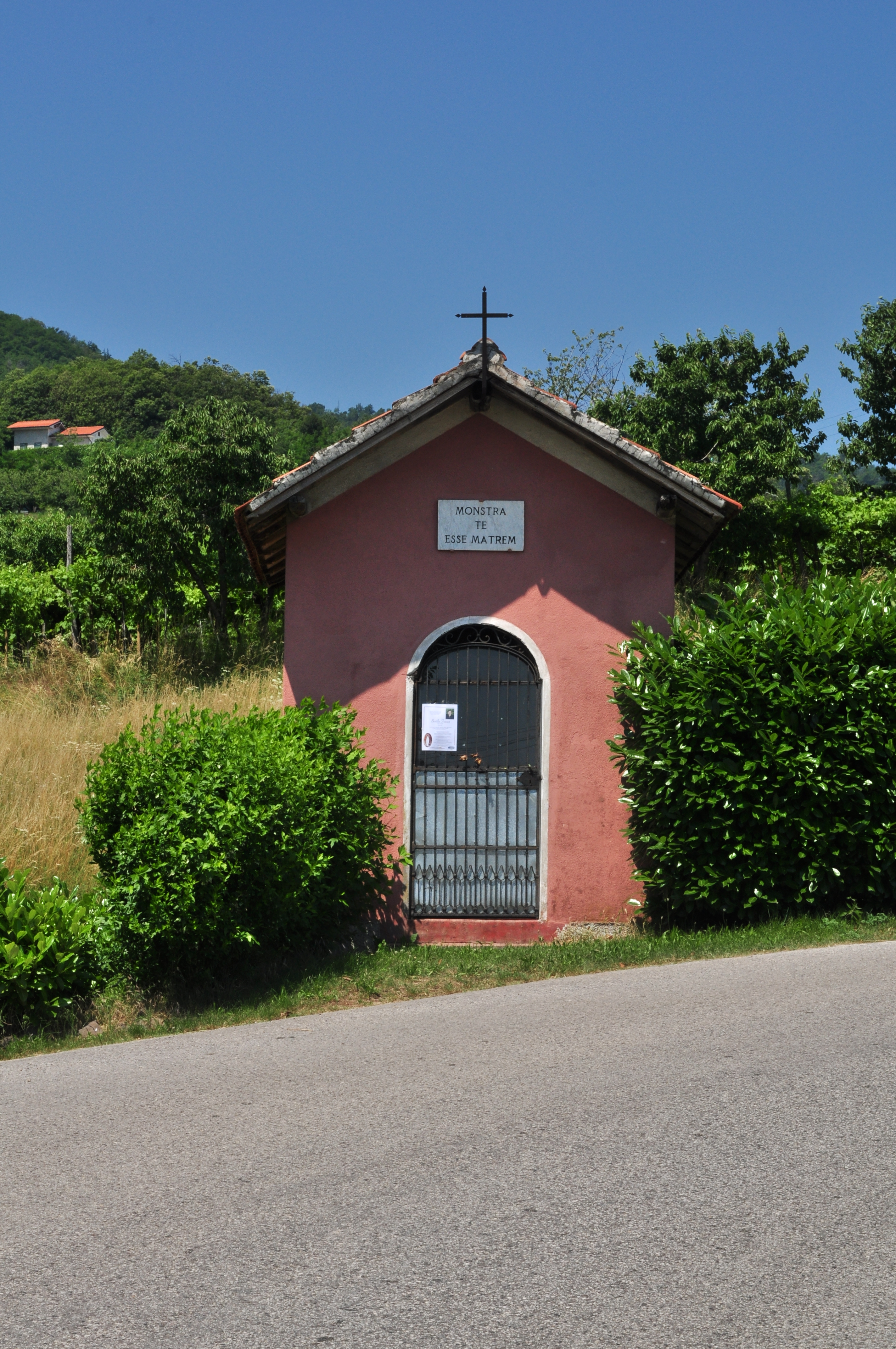
Capitello dei Fongari.

Il capitello si trova in una zona agricola, vicino alla Contrada Fongari a San Zeno di Arzignano.
Sorge a circa 370 m s.l.m. in via Calvarina, al bivio con via Borgo Vallaro.
È situato in un prato ed è circondato da cespugli e da alberi.
La costruzione è a pianta rettangolare, il tetto è coperto da tegole e coppi sormontato da una croce di ferro. Nella facciata, rivolta ad Oriente, al di sopra dell'arco a tutto sesto dell'entrata, si nota una targa di marmo, che reca incisa l'iscrizione: MONSTRA TE ESSE MATREM. Un cancello di Ferro, proveniente da una piccola cappella di contra Salvadori, ora crollata, protegge l'accesso all'ambiente interno, che custodisce una statua della Madonna col Bambino. Su ogni fianco del capitello si apre una finestrella con arco a tutto sesto.
Gli abitanti nei dintorni raccontano che la chiesetta è stata eretta negli anni ‘50 per ringraziare la Madonna di una guarigione da una grave malattia. La costruzione ha richiesto un anno di lavoro.
Il capitello sorge in un luogo molto ameno, dove la natura manifesta i suoi aspetti più significativi.
Ancora oggi, nelle sere di Maggio, i fedeli si raccolgono nella cappella per recitare il Rosario.

#### Capitello dei Salvadori

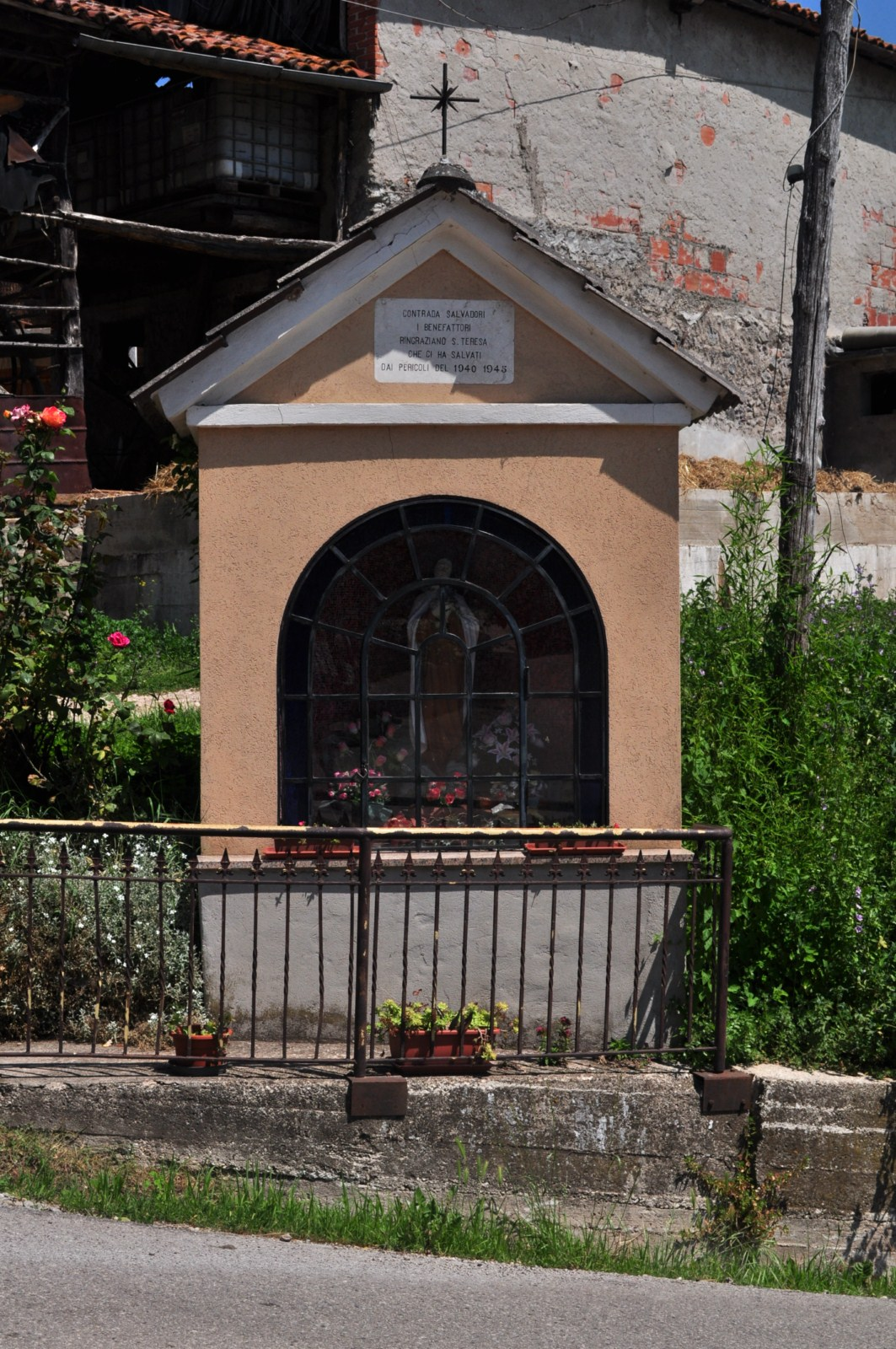
Capitello dei Salvadori.

L'edicola è situata in contrada Salvadori, a 480 m s.l.m., al bivio tra via Calvarina e la strada dei Salvadori a San Zeno di Arzignano.
Sorge lungo la strada provinciale, in una piazzola delimitata anteriormente da una cancellata e alle spalle da un muretto. La costruzione è a pianta rettangolare, il tetto è coperto da tegole e coppi, sormontato da una croce di ferro. Nella facciata si apre una nicchia, protetta da una vetrata con lucchetto. Il vetro è colorato sul bordo e forma una croce blu intorno all'apertura. Il vano è illuminato elettricamente e custodisce una statua di gesso dipinto acquerellato, raffigurante Santa Teresa d'Avila. Ai suoi piedi ci sono fiori e un cartello con scritto: “O Signore, perdonaci, salvaci”.
Nel timpano del frontone si legge la scritta: CONTRADA SALVADORI. I BENEFATTORI RINGRAZIANO S. TERESA CHE CI HA SALVATI DAI PERICOLI DEL 1940-45.
L'edicola fu innalzata nel 1946 da tutte le persone della contrà (sei famiglie patriarcali), grate a santa Teresa per essere scampate alle rappresaglie nazifasciste.
Il mosaico porcellanato fu donato dalla filanda Bonazzi e don Ermenegildo Zarantoniello, primo parroco di S. Zeno, procurò la statua.
Di fronte a questo capitello ne sorgeva un altro più piccolo, contenente una statuetta lignea di Sant'Antonio, che venne rubata. Questo capitello fu abbattuto, per costruire la strada provinciale. Nel 1988 l'edicola di Santa Teresa è stata restaurata e nuovamente benedetta il 2 ottobre di quell'anno.

#### Capitello di via Valmora

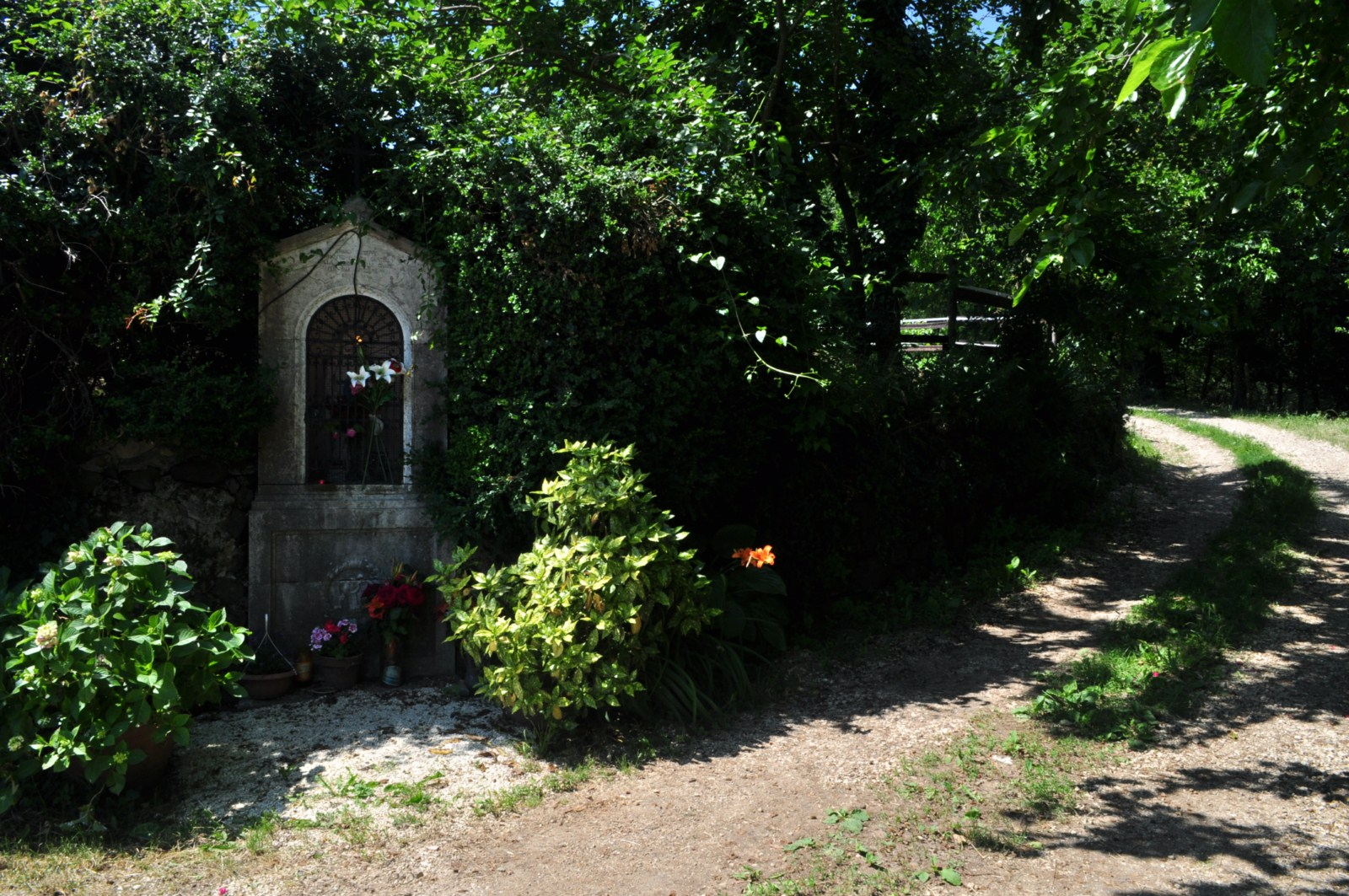
Capitello di via Valmora.

L'edicola si trova a San Zeno di Arzignano. È in pietra locale bianca e incastonata in un muro a secco in “sasso moro”, tra cespugli di bosso, due conifere d'alto fusto e piante floreali.
La costruzione a pianta rettangolare è alta circa 250 cm. Ha il tetto a due falde di pietra, sormontato da una croce di ferro.
Nella facciata si apre una nicchia incorniciata da un fregio. All'interno di essa è custodita la statua dell'Immacolata, protetta esternamente da un cancelletto in ferro battuto. Nell'arcata superiore è incisa una dedica con la data di costruzione e il nome del committente. Due piastre di uguale grandezza formano la parte inferiore del capitello; in bassorilievo è raffigurata una corona d'alloro con al centro il monogramma di Maria Immacolata.
L'edicola fu costruita nel 1954. Si racconta che il committente, avendo contratto debiti per l'acquisto di terreni, si sia rivolto alla Madonna delle Grazie, facendo voto di dedicarle un capitello se fosse riuscito ad onorare il suo impegno. In quello stesso anno il raccolto fu molto abbondante e con il ricavato saldò i debiti e sciolse il voto.
Negli ultimi tempi la costruzione è stata più volte profanata da vandali che hanno rotto la statua, riparata sempre da una famiglia che abita nelle vicinanze.
Nel mese di maggio i fedeli si recano davanti all'immagine della Madonna per recitare il rosario.

#### Madonna del Ponte

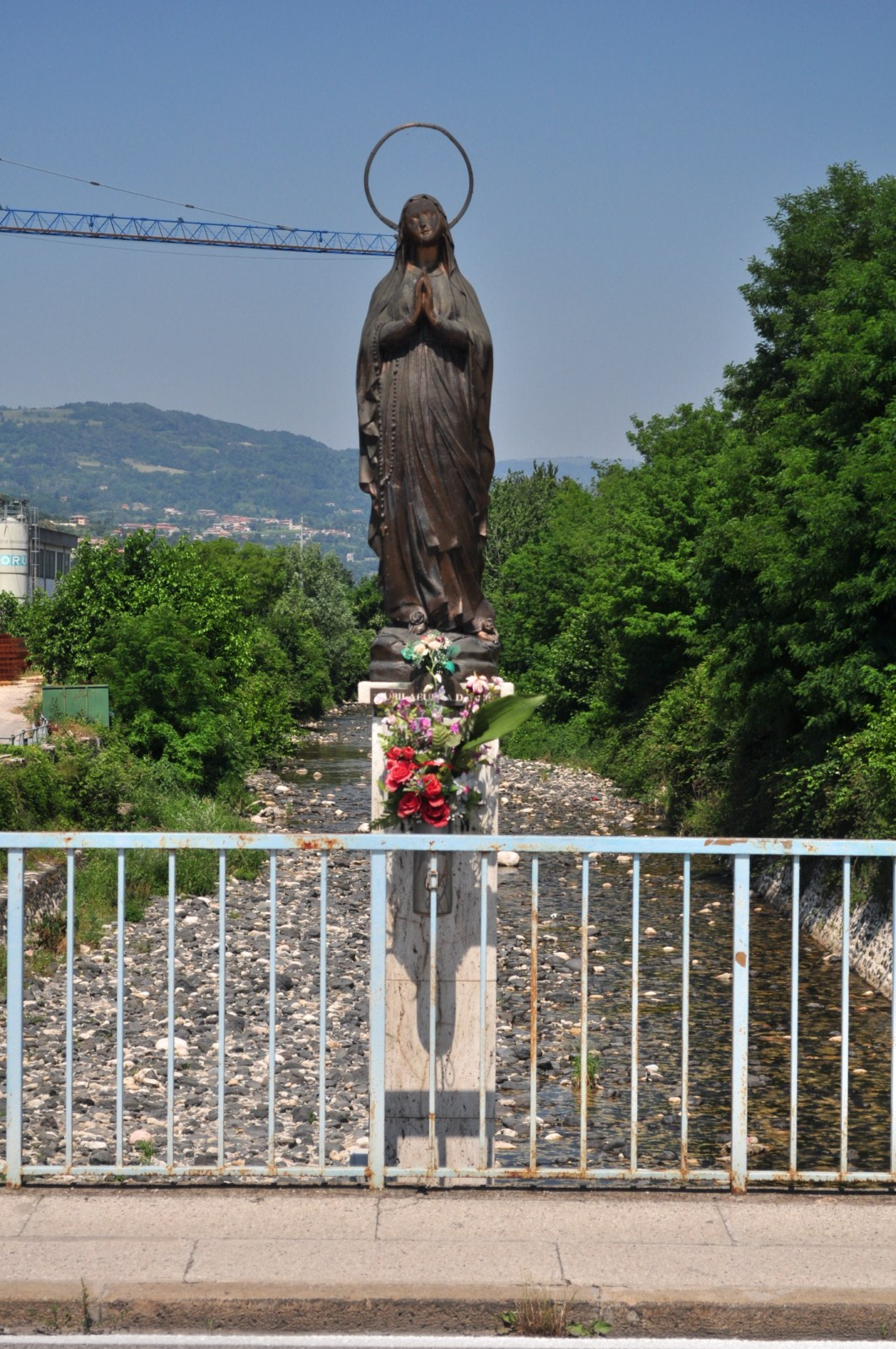
Madonna del Ponte.

Il capitello è situato sul ponte che attraversa il torrente Chiampo tra via dei Mille e San Zeno di Arzignano. Si tratta di una statua della Madonna, con sguardo rivolto a valle, avvolta in un manto riccamente drappeggiato.
La scultura, alta 110 cm, era, in origine, in pietra di Vicenza. Alla base del pilastro, su cui è appoggiata la Madonna, è fissata una targa recante a caratteri di bronzo l'iscrizione: "MONSTRA TE ESSE MATREM” e immediatamente al di sotto la sigla P.G.R.
Nel 1951 due imprenditori edili precipitarono con il camion nelle acque del torrente. Usciti miracolosamente indenni dedicarono alla Madonna il capitello.
Ultimamente la scultura è stata oggetto più volte di atti vandalici da parte di ignoti.
I figli degli imprenditori hanno sempre recuperato i pezzi caduti nel torrente e fatto aggiustare la statua.
A causa di questi "restauri" le mani della Madonna ora non erano più allineate al viso, ma risultavano leggermente spostate alla sua destra. Infine per ovviare agli atti vandalici la scultura è stata sostituita da una fusione in bronzo.

#### Capitello dei Facchini - Gambaretto

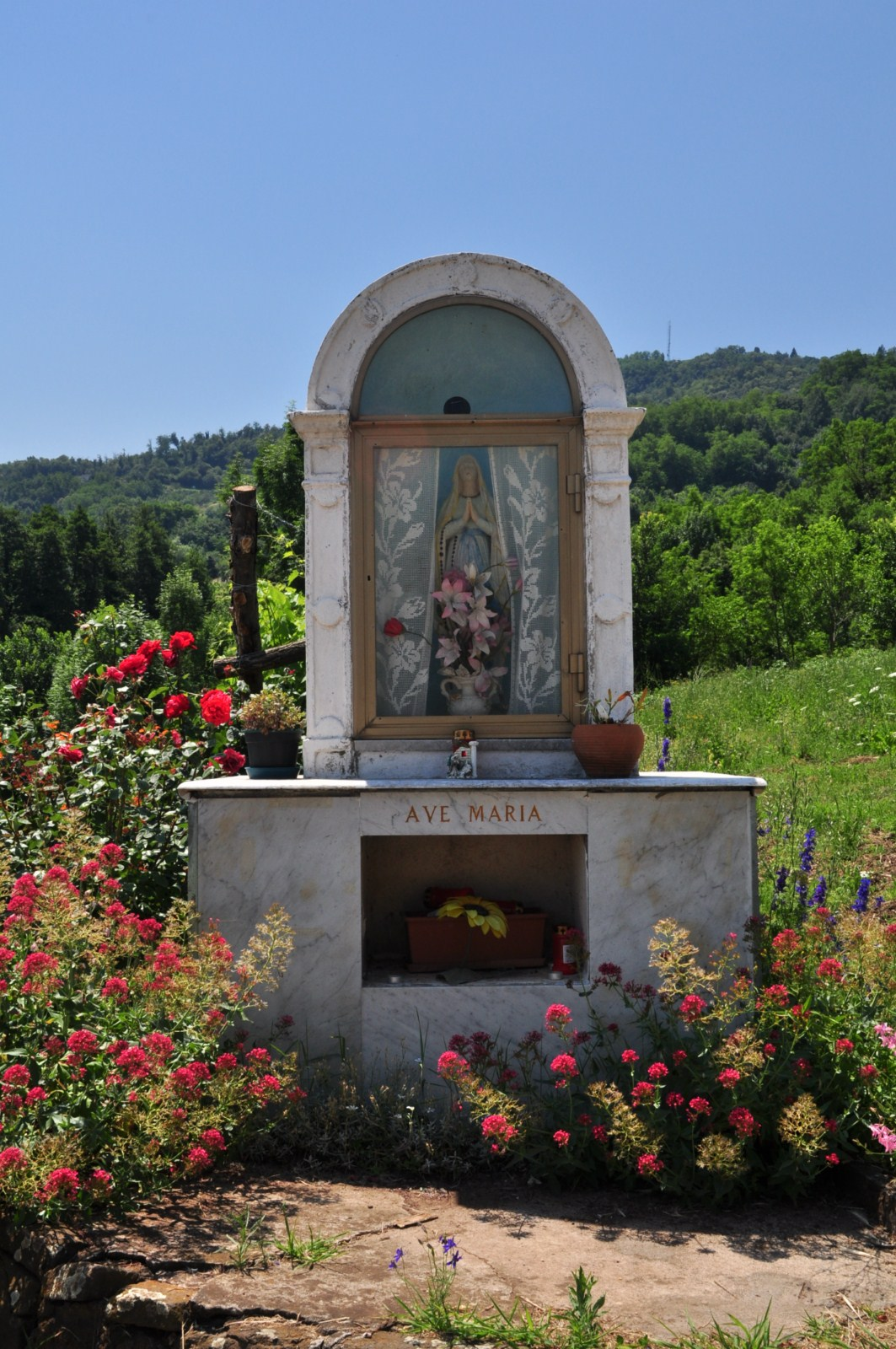
Capitello dei Facchini.

Il capitello è situato in una zona agricola a m. 294 s.l.m. a San Zeno di Arzignano. Sorge sul ciglio della strada, al margine di un terreno coltivato. La costruzione appare distinta in due parti. Quella interiore è di recente realizzazione, come la piazzola antistante. In questo corpo massiccio è ricavato un piccolo vano aperto per collocarvi ceri e piantine. La parte superiore poggia su una lastra di marmo fissata al basamento ed è costituita da una struttura di epoca più antica, a forma di tabernacolo ed è rivolta a settentrione.
Intorno alla nicchia, con arco a tutto sesto, corre una cornice, entro la quale spiccano rilievi dipinti. Nel vano è custodita la statua in gesso colorato dell'Immacolata.
Il piccolo ambiente è tinteggiato d'azzurro ed è ornato da tendine e da fiori.
Questa edicola è stata eretta nel 1911, da una famiglia come voto alla Madonna Immacolata, per il miracolo che ha compiuto salvando un uomo. Infatti quando questo aveva due anni, fu colpito da una malattia grave per quel tempo, i vermi; mentre stava per soffocare, la madre decise di portarlo al pozzo e dopo averlo bagnato con l'acqua, lo vide respirare nuovamente e tornare alla vita.

#### Madonna di Lourdes

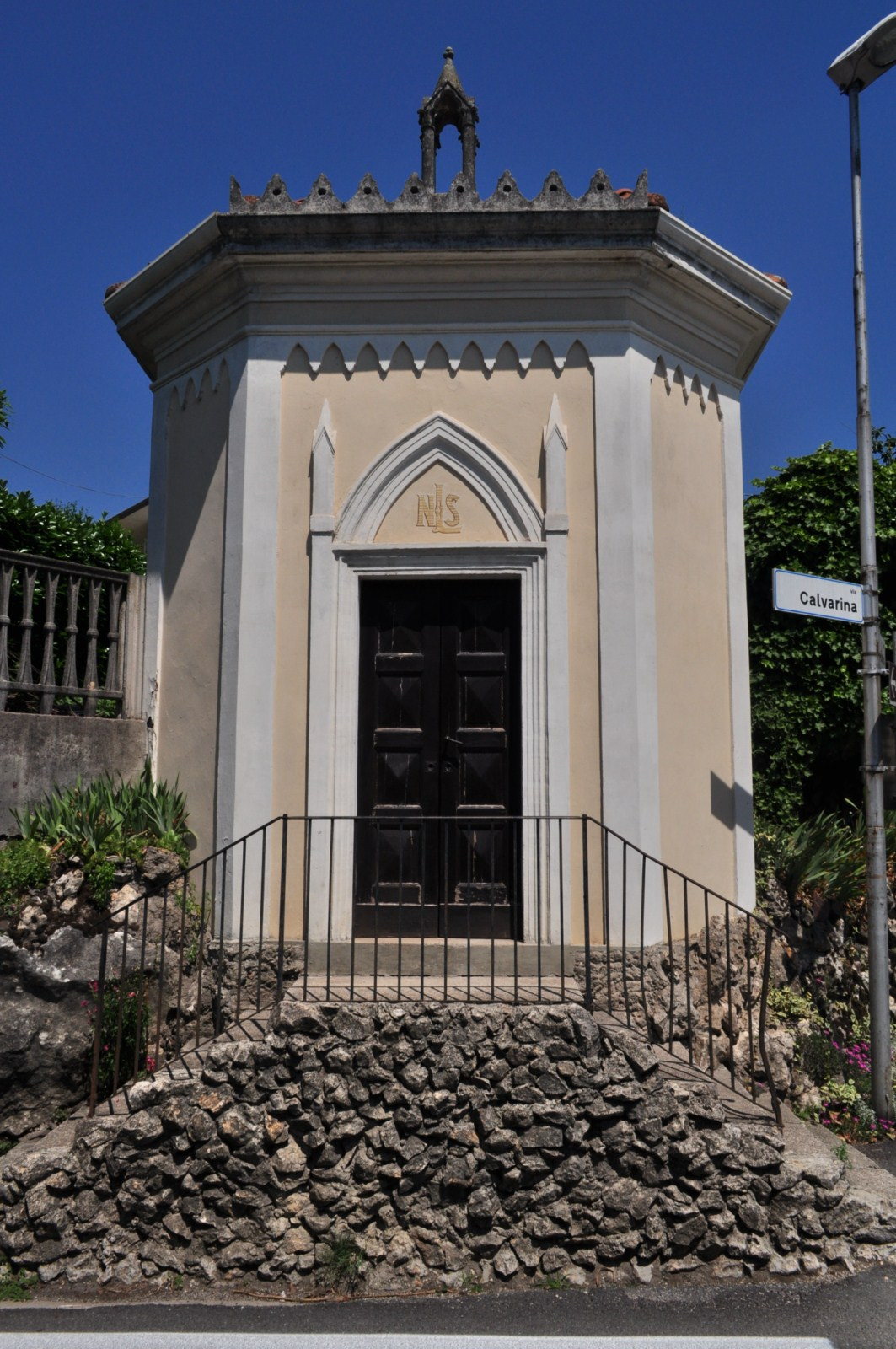
Capitello della Madonna di Lourdes.

Il capitello è situato in via Calvarina, al bivio con via San Zeno di Arzignano. A pianta ottagonale, è ricco di decorazioni. Sul tetto a padiglione si innalza un pinnacolo.
Attiguo al sacello, sulla destra, si trova la riproduzione della grotta di Lourdes. Vi si accede attraverso due brevi gradinate, che si congiungono davanti alla porta d'ingresso. Sopra di essa si legge l'iscrizione NLS, che significa Nostra Signora di Lourdes. Su due lati si aprono due finestre ogivali, decorate con vetri multicolori.
L'ambiente interno è diviso in due da un cancello in ferro, che delimita la zona dell'altare, ornata sempre da fiori freschi e candelieri. Su un piedistallo è collocata la statua della Madonna Immacolata. Il soffitto a cupola, dipinto di azzurro, raffigura un cielo stellato.
Questo capitello fu eretto nel 1911 dal curato di San Zeno: Don Urbano Urbani. Sull'origine del capitello la tradizione popolare tramanda notizie curiose. Si dice che un mendicante convinse il curato a giocare 2 lire al lotto su un terno; i numeri uscirono e con la vincita fu finanziata la costruzione del sacello sul terreno messo a disposizione da Don Antonio Rossettini.
Restaurato nel 1987 a spese degli abitanti della contrada, è attualmente in uno Stato di conservazione molto buono.
Nel mese di maggio, i fedeli si riuniscono la sera per recitare il rosario; l'undici febbraio in occasione della ricorrenza della Madonna di Lourdes, ha luogo una processione.

#### Gesù Crocifisso

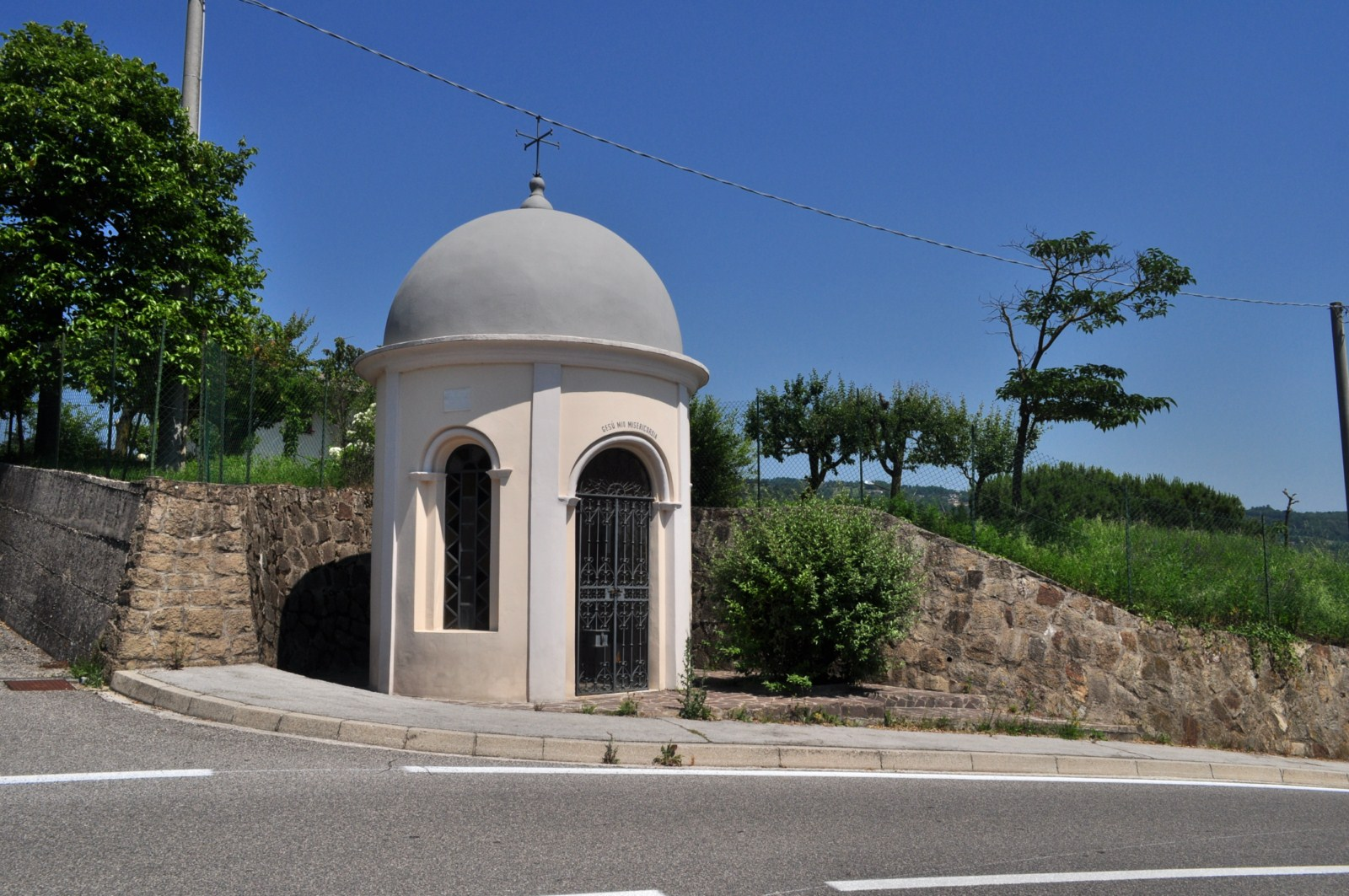
Capitello di Gesù Crocifisso.

Il capitello è situato in via San Zeno di Arzignano, all'altezza di un bar. L'area occupata dal sacello è pavimentata in porfido e ornata da un cespuglio di lavanda. La costruzione ha pianta circolare.
La cupola poggiante sul cordolo è sormontata da una croce di ferro. Si accede all'ambiente interno attraverso una porta ad arcata a tutto sesto protetta da un cancello in ferro lavorato; ai lati si aprono due finestre abbellite da vetrate.
L'ambiente interno custodisce una croce lignea con l'immagine di Cristo, affiancata dalle statue di Maria e dell'apostolo Giovanni. Tutte le statue sono a grandezza naturale. Fonti orali riferiscono che il capitello fu costruito nell'anno 1921 da un anziano che desiderava così ricordare il figlio, morto in un incidente in America, dove era emigrato in cerca di lavoro.
Con l'allargamento e la ristrutturazione della strada, che da Arzignano porta in Calvarina, il piccolo tempio veniva a trovarsi nel bel mezzo del passaggio; da ciò la necessità di una traslazione. L'11 ottobre 1984, il capitello ben "imbragato” è stato sollevato da due potenti gru e subito riposto nella sede attuale, che è a pochi metri di distanza dalla precedente.
Fino ad una ventina di anni fa passava di lì una processione. Durante il periodo natalizio, nella cappella viene allestito il presepe.

## Società

### Evoluzione demografica
Abitanti censiti

### Etnie e minoranze straniere
Al 31 dicembre 2020 gli stranieri residenti nel comune sono 4 140 su 25 124, ovvero il 16,48% della popolazione. Di seguito sono riportati i gruppi più consistenti:
1. India, 1 170
2. Bangladesh, 639
3. Serbia, 385
4. Kosovo, 310
5. Romania, 302
6. Ghana, 267
7. Albania, 188
8. Burkina Faso, 154
9. Marocco, 87
10. Moldavia, 86

## Cultura

### Istruzione

#### Biblioteche
Nel capoluogo vi è la Biblioteca civica, che fa parte della rete di biblioteche vicentine "Biblioinrete", insieme alla maggior parte della biblioteche appartenenti alla Rete Bibliotecaria Vicentina.

#### Università
Ad Arzignano vi è una delle sedi dell'Università degli adulti/anziani del Vicentino.

### Eventi
- Fiera dei Santi, 1º novembre

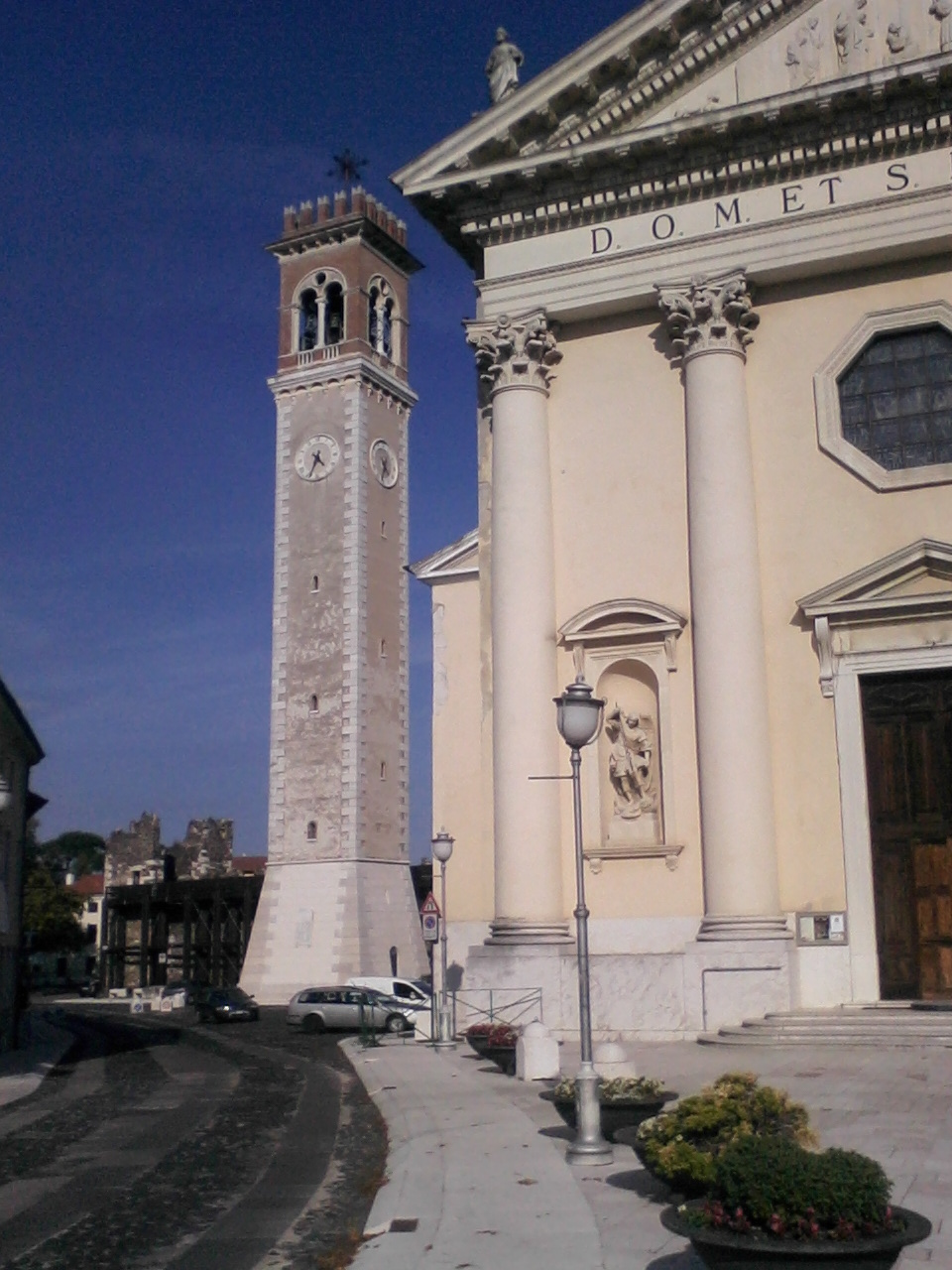
La località Castello di Arzignano.

- Festa di Sant'Agata. L'"Assedio degli Ungheri al castello" da allora viene commemorato ogni anno in una manifestazione storica, dagli abitanti delle frazioni di Castello e di Tezze, con una processione con abiti medievali che parte dal castello e si conclude con l'offerta delle "quattro libbre di cera e i quattro ducati d'argento", promessi in occasione del voto, alla Parrocchia di Sant'Agata di Tezze di Arzignano e che ha generato un gemellaggio storico-religioso con Catania (la città che diede i natali alla Santa e che l'ha eletta a patrona).
- Fiera degli Uccelli. Ogni anno, in occasione della Festa della Liberazione (il 25 aprile) si tiene presso il Parco dello Sport (alla destra del Torrente Chiampo) la "Fiera degli Uccelli", dove vengono messi in mostra vari tipi di animali (sia domestici che da allevamento) e si tengono varie gare che hanno come protagonisti i cani. Sono presenti inoltre varie bancarelle e attrazioni per i più piccoli.
- Festival Organistico città di Arzignano: annualmente ospita i più importanti esecutori di musica per organo sotto la direzione artistica del maestro Francesco Grigolo.
- Festa dei carri di Carnevale. Ogni anno, durante la giornata del Martedì Grasso, in piazza si tiene la sfilata annuale dei carri, solitamente costruiti da istituzioni o scuole di bambini più piccoli, ad esempio l’asilo. Al termine della sfilata si elegge il vincitore. Oltre alla sfilata, questa giornata viene usata da molti ragazzi come occasione per incontrare gli amici e sporcarsi di uova, farina e schiuma da barba.

## Economia
L'economia più fiorente della vallata è quella della concia.. Nel distretto conciario di Arzignano molte imprese hanno da tempo organizzato, in prossimità dei principali mercati delle materie prime, linee di trattamento delle pelli per ridurre l'impatto ambientale e l'intensità di lavoro nella filiera produttiva che si svolge nel distretto.

## Infrastrutture e trasporti
Il trasporto pubblico ad Arzignano è garantito da autocorse svolte dalla società SVT (Vicenza).
Fra il 1880 e il 1961 la città venne servita da una delle principali stazioni della tranvia Vicenza-Valdagno-Recoaro Terme/Chiampo, gestita anch'essa dalle FTV.

## Amministrazione

### Sindaci dal 1866 al 1946
| Periodo | Periodo | Primo cittadino       | Partito                        | Carica                  | Note                    |
| ------- | ------- | --------------------- | ------------------------------ | ----------------------- | ----------------------- |
| 1866    | 1868    | Luigi Veronese        |                                | Sindaco                 |                         |
| 1869    | 1884    | Basilio Meneghini     |                                | Sindaco                 |                         |
| 1886    | 1889    | Romolo Ghirardini     |                                | Sindaco                 |                         |
| 1890    | 1895    | Domenico Veronese     |                                | Sindaco                 |                         |
| 1896    | 1898    | Giambattista Povoleri |                                | Sindaco                 |                         |
| 1899    | 1900    | Domenico Veronese     |                                | Sindaco                 |                         |
| 1901    | 1905    | Giambattista Povoleri |                                | Sindaco                 |                         |
| 1906    | 1909    | Giovanni Povoleri     |                                | Sindaco                 |                         |
| 1910    | 1911    | Eliseo Danieli        |                                | Sindaco                 |                         |
| 1912    | 1920    | Antonio Salviati      |                                | Sindaco                 |                         |
| 1921    | 1922    | Giuseppe Bocchese     | Partito Popolare Italiano      | Sindaco                 |                         |
| 1922    | 1923    | Tarcisio Biasin       |                                | Sindaco                 |                         |
| 1923    | 1924    | Giuseppe Zuliani      |                                | Commissario Prefettizio |                         |
| 1924    | 1926    | Gino Bonazzi          | Partito Nazionale Fascista     | Sindaco                 |                         |
| 1927    | 1929    | Giuseppe Veronese     | Partito Nazionale Fascista     | Podestà                 |                         |
| 1929    | 1931    | Sideo Sale            | Partito Nazionale Fascista     | Commissario Prefettizio |                         |
| 1931    | 1936    | Paride Frighetto      | Partito Nazionale Fascista     | Podestà                 |                         |
| 1936    | 1943    | Giovanni Ghirardini   | Partito Nazionale Fascista     | Podestà                 |                         |
| 1943    | 1944    | Ottorino Caniato      |                                | Commissario Prefettizio |                         |
| 1944    | 1945    | Giuseppe Rossettini   |                                | Commissario Prefettizio |                         |
| 1945    | 1945    | Gianfranco Volpato    | Partito d'Azione               | Sindaco                 | Giunta nominata dal Cln |
| 1945    | 1946    | Giuseppe Mazzinghi    | Fronte Repubblicano del Lavoro | Sindaco                 | Giunta nominata dal Cln |

### Sindaci dal 1946
| Nominativo                                           | Nominativo                                        | Partito / Coalizione                              | Periodo                                           | Elezione                                          |
| Sindaci eletti dal Consiglio comunale (1946-1995)    | Sindaci eletti dal Consiglio comunale (1946-1995) | Sindaci eletti dal Consiglio comunale (1946-1995) | Sindaci eletti dal Consiglio comunale (1946-1995) | Sindaci eletti dal Consiglio comunale (1946-1995) |
| ---------------------------------------------------- | ------------------------------------------------- | ------------------------------------------------- | ------------------------------------------------- | ------------------------------------------------- |
|                                                      | Ottavio Vignati                                   | Democrazia Cristiana                              | 1946-1947                                         | 1946                                              |
|                                                      | Luigi Dal Molin                                   | Democrazia Cristiana                              | 1947-1951                                         | (1946)                                            |
|                                                      | Bortolo Fracasso                                  | Democrazia Cristiana                              | 1951-1956                                         | 1951                                              |
|                                                      | Giuseppe Pizzolato                                | Democrazia Cristiana                              | 1956-1960                                         | 1956                                              |
|                                                      | Delio Giacometti                                  | Democrazia Cristiana                              | 1960-1976                                         | 1960                                              |
| 1964                                                 | Delio Giacometti                                  | Democrazia Cristiana                              | 1960-1976                                         |                                                   |
| 1970                                                 | Delio Giacometti                                  | Democrazia Cristiana                              | 1960-1976                                         |                                                   |
| 1975                                                 | Delio Giacometti                                  | Democrazia Cristiana                              | 1960-1976                                         |                                                   |
|                                                      | Severino Trevisan                                 | Democrazia Cristiana                              | 1976-1990                                         | (1975)                                            |
| 1980                                                 | Severino Trevisan                                 | Democrazia Cristiana                              | 1976-1990                                         |                                                   |
| 1985                                                 | Severino Trevisan                                 | Democrazia Cristiana                              | 1976-1990                                         |                                                   |
|                                                      | Paolo Savegnago                                   | Democrazia Cristiana                              | 1990-1995                                         | 1990                                              |
| Sindaci eletti direttamente dai cittadini (dal 1995) |                                                   |                                                   |                                                   |                                                   |
|                                                      | Gianfranco Signorin                               | Centro-sinistra                                   | 1995-2004                                         | 1995                                              |
| 1999                                                 | Gianfranco Signorin                               | Centro-sinistra                                   | 1995-2004                                         |                                                   |
|                                                      | Stefano Fracasso                                  | Centro-sinistra                                   | 2004-2009                                         | 2004                                              |
|                                                      | Giorgio Gentilin                                  | Centro-destra                                     | 2009-2019                                         | 2009                                              |
| 2014                                                 | Giorgio Gentilin                                  | Centro-destra                                     | 2009-2019                                         |                                                   |
|                                                      | Alessia Bevilacqua                                | Destra                                            | 2019-in carica                                    | 2019                                              |
| 2024                                                 | Alessia Bevilacqua                                | Destra                                            | 2019-in carica                                    |                                                   |

## Sport
Nella pallavolo femminile milita nella serie B2 la società Pallavolo Arzignano A.S.D.
La principale squadra di calcio della città è l'Arzignano Valchiampo, che milita in Serie C. È nata nel 2011 dalla fusione fra l'U.S.D. G.M. Arzignano e l'U.S.D Chiampo.
Nel calcio a 5 è presente la squadra dell'Arzignano Grifo. Ha vinto due Campionati di serie A1, un Campionato d'Italia under 21 e due Supercoppe d'Italia.
Arzignano è stata sede di arrivo della 21ª tappa del Giro d'Italia 1981, partita da Auronzo di Cadore e vinta da Pierino Gavazzi.
Il ciclista professionista Luca Mozzato è originario di Arzignano.
In città è presente una A.S.D. che si occupa di Taekwondo dal 2000: l'Accademia Veneta Taekwondo Team 2000 affiliata alla FITA, nel 2024 ha concluso 25 anni di attività ininterrotta: nel 2021 le è stata conferita dal CONI, la Medaglia di Bronzo per Meriti Sportivi (prima società sportiva di taekwondo del triveneto a riceverla) anche il suo tecnico, il Maestro Roberto Gattazzo di Arzignano, c.nera 6º Dan, nel 2021 gli è stata conferita dal CONI, la Medaglia di Bronzo per meriti Tecnici Sportivi.
In città è presente una squadra di taekwondo: A.S.D. Tkd Lupi Tezze, affiliata alla FITA.
Nella frazione di Tezze, è presente una squadra di calcio, A.S.D. Calcio Tezze, che milita in promozione.